# Stopplaats Bobeldijk-Berkhout
Stopplaats Bobeldijk-Berkhout, tot 1900 bekend als Bobeldijk (geografische afkorting Bbd), is een voormalige stopplaats aan de spoorlijn Alkmaar - Hoorn. De stopplaats was geopend van 1 oktober 1898 tot 24 november 1940. De wachtpost uit 1898 werd in 1964 gesloopt.